# Jussi Parikka
Jussi Parikka es un escritor, teórico de nuevos medios y profesor finlandés. Actualmente, dicta clases en Cultura y estética tecnológica en la Escuela de Arte de Winchester de la Universidad de Southampton. Es también profesor de Teoría de cultura digital en la Universidad de Turku, Finlandia. Se desempeña como profesor visitante en la FAMU, en República Checa y en la Universidad de Udine, Italia, desde fines de 2019.

## Biografía
Parikka recibió su doctorado en Historia Cultural por la Universidad de Turku, Finalndia, en 2007. Es miembro del comité editorial de la revista académica Fibreculture y miembro del panel Digital Reviews de la revista Leonardo.
En 1995, Parikka pospuso su servicio militar y pasó cerca de un año y medio como asistente de inspector de pesca en Oulu.
Parikka ha publicado extensamente en las áreas de arte digital, cultura digital y teoría cultural tanto en finés como inglés en revistas como Ctheory, Theory, Culture & Society, Fibreculture, Media History, Postmodern Culture and Game Studies. Sus escritos han sido traducidos al húngaro, francés, turco, polaco, portugués, indonesio e italiano. Ha publicado cinco libros en solitario; en finés, Koneoppi. Ihmisen, teknologian ja median kytkennät, (2004) y en inglés, Digital Contagions: A Media Archaeology of Computer Viruses (2007), el premiado Insect Media (2010), What is Media Archaeology? (2012) y A Geology of Media (2015).
Digital Contagions es el primer libro en ofrecer un análisis comprensible y crítico de la cultura e historia del fenómeno de los virus de computador. El libro mapea las anomalías de la cultura de redes (network culture) desde los ángulos de asuntos de seguridad, la biopolítica de los sistemas digitales, y las aspiraciones de una vida artificial en el software.
La genealogía de la cultura de redes está abordada desde una postura al accidente que es endémica dentro de la ecología de medios digitales. Virus, gusanos, y otros objetos de software no son, entonces, vistos meramente de la perspectiva del antivirus o de la práctica de asuntos de seguridad, sino como expresiones culturales e históricas que recorren un campo no lineal desde la ficción hacia los medios técnicos, y desde el Net Art a las políticas del software.
Su trabajo en Insect Media (2010) combina temas de arqueología de medial, posthumanismo y estudios animales para poner delante una historia nueva de cómo los insectos y tecnología encuadran un pensamiento crítico, científico y tecnológico. Esta publicación ganó el premio Society for Cinema and Media Studies 2012 Anne Friedberg Award for Innovative Scholarship. También discutió este trabajo con el historiador Etienne Benson y el teórico de medios Bernard Dionsius Geoghegan en el podcast Cultural Technologies .
Más recientemente, Parikka ha escrito sobre arqueología medial como teoría y metodología en varias publicaciones, incluyendo Media Archaeology (coeditado con Erkki Huhtamo) y What is Media Archaeology? (Qué es la Arqueología medial?).
Junto a Garnet Hertz, Parikka coescribió un ensayo titulado "Zombie Media: Circuit Bending Media Archaeology into an Art Method," el cual el año 2011 estuvo nominado al Transmediale Vilem Flusser media theory award.

## Trabajo de investigación
La investigación del Dr. Parikka incluye la filosofía continental, Teoría de medios, política e historia de los nuevos medios, arqueología de medios, análisis cultural del nuevo materialismo y varios otros temas relacionados con las anomalías, los medios y el cuerpo.

## Áreas de experticia
- Teoría cultural
- Cíborgs y otras aproximaciones al cuerpo en cibercultura
- Cultura digital, nuevos medios e Internet
- Arqueología medial
- Tecnocultura

## Libros editados y publicaciones
- Cultural Techniques-special in Theory, Culture & Society ( with Ilinca Iurascu and Geoffrey Winthrop-Young.) Theory, Culture & Society 30.6. (2013)
- Medianatures: The Materiality of Information Technology and Electronic Waste. Open Humanities Press, (2011). Living Books About Life -series. ISBN 978-1-60785-261-2.
- Media Archaeology. Approaches, Applications, Implications. With Erkki Huhtamo. Berkeley, CA: University of California Press. (2011)
- Unnatural Ecologies. Media ecology-special issue for Fibreculture 17, co-edited with Michael Goddard. (2011)
- The Spam Book: On Viruses, Porn, and Other Anomalies from the Dark Side of Digital Culture. With Tony D Sampson. Cresskill: Hampton Press.(2009)
- In Medias Res. Hakuja mediafilosofiaan. (With Olli-Jukka Jokisaari & Pasi Väliaho). Eetos-julkaisusarja, Turku. [In Medias Res: On Continental Media Philosophy.] (2008)
- Aivot ja elokuva-erikoisnumero Lähikuva 2/2003 (With Pasi Väliaho). [Brain and Cinema-special issue.] (2003)
- Kohtaamisia ajassa - kulttuurihistoria ja tulkinnan teoria. (With Sakari Ollitervo and Timo Väntsi). Turun yliopisto, k & h-kustannus, Kulttuurihistoria-Cultural History 3. [Encounters in Time: Cultural History and Theory of Interpretation.] (2003)
- Mediataide-erikoisnumero Widerscreen 3/2003. (With Katve-Kaisa Kontturi).[Media art-special issue.](2003)